# Louis Moyse
Louis Joseph Moyse [lwi mɔiz] (* 14. August 1912 in Scheveningen; † 30. Juli 2007 in Montpelier, USA) war ein französischer Flötist und Komponist.

## Leben
Louis Moyse, Sohn des namhaften Flötisten Marcel Moyse, wurde zunächst von seinem Vater unterrichtet. In den 1920er-Jahren studierte er am Conservatoire de Paris Flöte und Klavier, daneben war er für die Pariser Opéra-Comique tätig. Darüber hinaus spielte er in Orchestern, die vor allem Stummfilme begleiteten. In diese Zeit fällt auch seine Zusammenarbeit mit Komponisten wie Gabriel Fauré, Claude Debussy oder Maurice Ravel. Nach Abschluss seiner Studien am Pariser Konservatorium 1932 wurde er Assistent seines Vaters, der eine Professur für Flöte am Conservatoire de Paris innehatte. 1939 heiratete er die Schweizer Violinistin Blanche Honegger; aus der Ehe gingen vier Kinder hervor.
Nach dem Zweiten Weltkrieg kam Moyse mit seiner Familie zunächst nach Argentinien, ließ sich dann aber in Brattleboro im US-Bundesstaat Vermont nieder, wo er unter anderen gemeinsam mit seinem Vater, seiner Ehefrau, Adolf Busch und dessen Schwiegersohn Rudolf Serkin zu Beginn der 1950er-Jahre die Marlboro School of Music und das Marlboro Music Festival begründete. Louis Moyse, der auch an den Universitäten von Toronto und Boston unterrichtete, komponierte über 170 Werke und gab bis ins hohe Alter unzählige Meisterkurse.
Sein letztes Lebensjahrzehnt verbrachte Moyse mit seiner zweiten Ehefrau Janet White, mit der er seit 1974 verheiratet war, in Montpelier, Vermont, wo er Ende Juli 2007 kurz vor Vollendung seines 95. Lebensjahrs an Herzversagen verstarb.